# Crangon alba
Crangon alba är en kräftdjursart som beskrevs av Edward Morell Holmes 1900. Crangon alba ingår i släktet Crangon och familjen Crangonidae. Inga underarter finns listade i Catalogue of Life.